# Thai TV Global Network
«Thai TV Global Network» (сокр. «TGN») — таиландский международный спутниковый телеканал. Находится в ведении тайского «Пятого канала» («Пятого канала Радио и телевидения Королевской тайской армии» или просто «TV5»). Транслируется на 177 стран на всех континентах.

## История
Канал был основан «Пятым каналом Радио и телевидения Королевской тайской армии» («TV5»). Начал вещание 1 января 1998 года. Сначала транслировался на 155 стран. Предназначался тайцам, живущим за рубежом, а также просто жителям близлежащих стран. На него тратилось в год 180 миллионов батов, но потом, к 2003 году, он стал приносить прибыль.

## Руководство
Директор — полковник Саравут Карбдечо.
По состоянию на сентябрь 2014 года президентом компании «Телевидение и радио Королевской тайской армии» («TV5»), которой канал принадлежит, является генерал-лейтенант Чарт-удом Титасири.